# Indurimento (chimica)
Con il termine indurimento in chimica si intende l'idrogenazione catalitica dei trigliceridi di origine vegetale al fine di ottenere un miscuglio omogeneo di grassi di consistenza solida.
Si ottengono quindi dei grassi idrogenati.
La reazione, esotermica (ΔH= −125 kJ/mol), consiste in un'addizione di H alle insaturazioni presenti nella catena alchilica degli acidi grassi che hanno dato origine al trigliceride.
Quindi il substrato è formato da un olio e il reagente è l'idrogeno gassoso; per far avvenire la reazione occorre un catalizzatore che è un metallo di transizione (Ni, Pd, Pt, Ru, Rh, Cu).
A seconda di quanto viene spinto il processo si ottengono prodotti dalla diversa consistenza: un prodotto con poche insaturazioni residue sarà solido (concreto) con consistenza simile a quella del burro, mentre si possono ottenere anche prodotti semisolidi.
Durante il processo possono avvenire anche delle reazioni di isomerizzazione dei doppi legami da cis a trans. Questo ha comunque, dal punto di vista meramente commerciale,  un effetto positivo sul prodotto in quanto gli acidi grassi trans hanno un punto di fusione più alto rispetto ai cis, tant'è che in passato si producevano margarine solo per isomerizzazione. Ultimamente questa via è stata abbandonata perché sembra che i grassi trans possano causare disturbi al metabolismo degli acidi grassi.
La reazione è condotta insufflando H2 in pressione su una emulsione acqua/olio (20:80) in agitazione con il catalizzatore solido disperso (catalisi eterogenea).
La resa del processo dipende da:
- composizione dell'emulsione;
- temperatura;
- pressione;
- concentrazione del catalizzatore;
- agitazione.

In questo tipo di processo si individuano delle diverse selettività dei catalizzatori:
- selettività linoleica, SI: indica che le catene alchiliche vengono ridotte principalmente a monoinsature:
- selettività linolenica, SII: indica che le catene alchiliche vengono ridotte principalmente a diinsature;
- selettività di isomerizzazione specifica, Si: è il rapporto tra i doppi legami trans che si formano e i doppi legami saturati;
- selettività trigliceridica, St: indica se la velocità di saturazione di un doppio legame è influenzata dagli altri doppi legami.

La legge n. 1316 del 1951 impone che i grassi idrogenati abbiano le seguenti caratteristiche:
- acidità espressa in acido oleico inferiore all'1%;
- umidità inferiore al 2%;
- assenza di tracce del catalizzatore;
- assenza di idrocarburi di origine minerale;
- assenza di qualsiasi colorante.